# 山乃みく
山乃 みく（やまの みく、本名は非公開、1987年7月1日 - ）は日本のグラビアアイドル。趣味は旅行、水泳。特技は英検2級、書道5段。

## 出演

### DVD
- 「待ちわびて」（オルスタックピクチャーズ、3990円）